# Polyrhabdina spionis
Polyrhabdina spionis is een soort in de taxonomische indeling van de Myzozoa, een stam van microscopische parasitaire dieren. Het organisme komt uit het geslacht Polyrhabdina en behoort tot de familie Lecudinidae. Polyrhabdina spionis werd in 1891 ontdekt door Mingazzini.